# Mistrzostwa Polski Seniorów w Lekkoatletyce 2002
78. Mistrzostwa Polski Seniorów w Lekkoatletyce – zawody sportowe, które rozgrywane były w Szczecinie na stadionie im. Wiesława Maniaka w dniach 19–21 lipca 2002 roku.

## Rezultaty
| NR – rekord Polski \| NL – najlepszy wynik w Polsce w sezonie \| SB – najlepszy wynik w sezonie \| PB – rekord życiowy |

### Mężczyźni
| Konkurencja:                  | 1. miejsce                                                                                   | Rezultat | 2. miejsce                                                                           | Rezultat | 3. miejsce                                                                                | Rezultat |
| Bieg na 100 m                 | Marcin Urbaś Warszawianka                                                                    | 10,31    | Marcin Nowak AZS-AWF Kraków                                                          | 10,34    | Ryszard Pilarczyk Olimpia Poznań                                                          | 10,42    |
| Bieg na 200 m                 | Marcin Jędrusiński Olimpia Poznań                                                            | 20,43    | Marcin Nowak AZS-AWF Kraków                                                          | 20,63    | Marcin Urbaś Warszawianka                                                                 | 20,68    |
| Bieg na 400 m                 | Piotr Rysiukiewicz Śląsk Wrocław                                                             | 46,11    | Marcin Marciniszyn AZS-AWF Wrocław                                                   | 46,38    | Artur Gąsiewski Skra Warszawa                                                             | 46,49    |
| Bieg na 800 m                 | Grzegorz Krzosek RTL Dami ZTE Radom                                                          | 1:48,21  | Mirosław Formela Sporting Międzyzdroje                                               | 1:49,59  | Przemysław Bobrowski Agros Zamość                                                         | 1:50,34  |
| Bieg na 1500 m                | Paweł Czapiewski Lubusz Słubice                                                              | 3:49,25  | Zbigniew Graczyk AZS-AWF Gorzów Wlkp.                                                | 3:50,03  | Patrycjusz Szwajnoch Start Otwock                                                         | 3:50,51  |
| Bieg na 5000 m                | Dariusz Kruczkowski Zawisza Bydgoszcz                                                        | 13:55,47 | Leszek Biegała Zawisza Bydgoszcz                                                     | 13:56,09 | Jakub Czaja SKLA Sopot                                                                    | 13:56,56 |
| Bieg na 110 m przez płotki    | Artur Kohutek Zawisza Bydgoszcz                                                              | 13,49    | Artur Budziłło ZKL Zielona Góra                                                      | 13,88    | Rafał Witczak AZS-MKS Łódź                                                                | 14,03    |
| Bieg na 400 m przez płotki    | Paweł Januszewski Skra Warszawa                                                              | 49,08    | Marek Plawgo Warszawianka                                                            | 49,60    | Tomasz Rudnik AZS-AWF Wrocław                                                             | 50,92    |
| Bieg na 3000 m z przeszkodami | Rafał Wójcik Sporting Międzyzdroje                                                           | 8:31,97  | Jakub Czaja SKLA Sopot                                                               | 8:32,70  | Jan Zakrzewski Oleśniczanka                                                               | 8:42,33  |
| Sztafeta 4 × 100 m            | Olimpia Poznań Arkadiusz Małolepszy Marcin Jędrusiński Tomasz Kondratowicz Ryszard Pilarczyk | 40,11    | AZS-AWF Gorzów Wlkp. Marcin Gill Ireneusz Żurawicz Marcin Kondratowicz Andrzej Filas | 41,67    | AZS-AWF Warszawa Michał Wasielewski Paweł Dutkiewicz Maciej Ryszkowski Adrian Gałaszewski | 42,04    |
| Sztafeta 4 × 400 m            | Skra Warszawa Jakub Adamczyk Filip Walotka Kacper Skalski Artur Gąsiewski                    | 3:10,96  | AZS-AWF Wrocław Artur Walenczak Tomasz Rudnik Robert Kuśmierczak Marcin Marciniszyn  | 3:12,33  | AZS-AWF Warszawa Adrian Gałaszewski Jakub Szwedzik Maciej Ryszkowski Piotr Długosielski   | 3:12,63  |
| Skok wzwyż                    | Grzegorz Sposób AZS Lublin Aleksander Waleriańczyk Wawel Kraków                              | 2,18     |                                                                                      |          | Marcin Kaczocha AZS-AWF Gdańsk                                                            | 2,18     |
| Skok o tyczce                 | Paweł Szczyrba Skra Warszawa                                                                 | 5,25     | Tomasz Pieńkowski Sprint Bielsko-Biała                                               | 5,00     | Jacek Włuka AZS-AWF Gdańsk                                                                | 4,90     |
| Skok w dal                    | Tomasz Mateusiak Skra Warszawa                                                               | 7,72     | Daniel Kaczmarczyk AZS-AWF Wrocław                                                   | 7,70     | Grzegorz Marciniszyn Warszawianka                                                         | 7,61     |
| Trójskok                      | Jacek Kazimierowski MKLA Łęczyca                                                             | 16,77    | Robert Michniewski Zawisza Bydgoszcz                                                 | 16,02    | Krzysztof Andrzejak Zawisza Bydgoszcz                                                     | 15,68    |
| Pchnięcie kulą                | Tomasz Majewski Skra Warszawa                                                                | 19,33    | Tomasz Chrzanowski Warszawianka                                                      | 19,17    | Jarosław Cichocki Zawisza Bydgoszcz                                                       | 18,64    |
| Rzut dyskiem                  | Andrzej Krawczyk AZS-AWF Biała Podlaska                                                      | 56,16    | Olgierd Stański AZS-AWF Biała Podlaska                                               | 55,89    | Marek Majkrzak AZS-AWF Warszawa                                                           | 54,59    |
| Rzut młotem                   | Szymon Ziółkowski AZS Poznań                                                                 | 77,80    | Maciej Pałyszko Skra Warszawa                                                        | 75,64    | Wojciech Kondratowicz AZS-AWF Gorzów Wlkp.                                                | 71,17    |
| Rzut oszczepem                | Dariusz Trafas Flora Praszka Namysłów                                                        | 80,74    | Rajmund Kółko Skra Warszawa                                                          | 78,95    | Tomasz Damszel Skra Warszawa                                                              | 77,05    |

### Kobiety
| Konkurencja:                  | 1. miejsce                                                                          | Rezultat | 2. miejsce                                                                       | Rezultat | 3. miejsce                                                                           | Rezultat |
| Bieg na 100 m                 | Beata Szkudlarz AZS-AWF Biała Podlaska                                              | 11,46    | Daria Onyśko AZS-AWF Poznań                                                      | 11,56    | Dorota Dydo Olimpia Poznań                                                           | 11,56    |
| Bieg na 200 m                 | Grażyna Prokopek Skra Warszawa                                                      | 23,53    | Zuzanna Radecka AZS-AWF Katowice                                                 | 23,60    | Beata Szkudlarz AZS-AWF Biała Podlaska                                               | 23,65    |
| Bieg na 400 m                 | Grażyna Prokopek Skra Warszawa                                                      | 52,40    | Zuzanna Radecka AZS-AWF Katowice                                                 | 53,29    | Justyna Karolkiewicz Pogoń Siedlce                                                   | 53,83    |
| Bieg na 800 m                 | Anna Zagórska AZS-AWF Wrocław                                                       | 2:08,84  | Joanna Kaczor Znicz Biłgoraj                                                     | 2:08,90  | Joanna Buza Start Lublin                                                             | 2:08,92  |
| Bieg na 1500 m                | Lidia Chojecka Pogoń Siedlce                                                        | 4:15,14  | Anna Jakubczak Skra Warszawa                                                     | 4:16,21  | Małgorzata Jamróz Warszawianka                                                       | 4:18,07  |
| Bieg na 5000 m                | Wioletta Janowska STS Skarżysko-Kamienna                                            | 15:51,72 | Grażyna Syrek Olimpia Poznań                                                     | 15:59,93 | Monika Drybulska Olimpia Poznań                                                      | 16:02,64 |
| Bieg na 100 m przez płotki    | Aurelia Trywiańska MKL Szczecin                                                     | 12,97    | Aneta Sosnowska Skra Warszawa                                                    | 13,08    | Joanna Grzesiak AZS-AWF Gdańsk                                                       | 13,45    |
| Bieg na 400 m przez płotki    | Anna Olichwierczuk Skra Warszawa                                                    | 56,17    | Małgorzata Pskit Warszawianka                                                    | 57,14    | Karolina Tłustochowska AZS-AWF Wrocław                                               | 58,57    |
| Bieg na 3000 m z przeszkodami | Julia Budniak AZS-AWF Wrocław                                                       | 10:05,16 | Patrycja Włodarczyk AZS-AWF Wrocław                                              | 10:18,58 | Edyta Lewandowska RKS Łódź                                                           | 10:24,13 |
| Sztafeta 4 × 100 m            | AZS-AWF Wrocław Zuzanna Orłowska Agnieszka Rysiukiewicz Iwona Dorobisz Anita Hennig | 45,72    | Skra Warszawa Ilona Szymerska Anna Olichwierczuk Iwona Konrad Luiza Łańcuchowska | 46,02    | AZS-AWF Gdańsk Anna Sażalska Monika Długa Magdalena Szczepańska Joanna Grzesiak      | 46,28    |
| Sztafeta 4 × 400 m            | Skra Warszawa Ilona Szymerska Luiza Łańcuchowska Monika Bejnar Anna Olichwierczuk   | 3:41,33  | AZS-AWF Wrocław Marta Chrust Edyta Butor Karolina Tłustochowska Anna Zagórska    | 3:43,46  | AZS-AWF II Wrocław Iwona Dorobisz Agnieszka Grad Agnieszka Rysiukiewicz Anita Hennig | 3:43,84  |
| Skok wzwyż                    | Agnieszka Falasa AZS-AWF Katowice                                                   | 1,81     | Agnieszka Giedrojć-Gurin AZS-AWF Gdańsk                                          | 1,81     | Leonarda Prażmowska Błękitni Osowa Sień                                              | 1,77     |
| Skok o tyczce                 | Monika Pyrek Lechia Gdańsk                                                          | 4,50     | Anna Rogowska SKLA Sopot                                                         | 4,00     | Justyna Ratajczak ZKL Zielona Góra                                                   | 3,70     |
| Skok w dal                    | Liliana Zagacka Skra Warszawa                                                       | 6,38     | Bożena Trzcińska Skra Warszawa                                                   | 6,19     | Magdalena Szczepańska AZS-AWF Gdańsk                                                 | 6,15     |
| Trójskok                      | Liliana Zagacka Skra Warszawa                                                       | 13,92    | Aneta Sadach Błękitni Osowa Sień                                                 | 13,75    | Małgorzata Trybańska Warszawianka                                                    | 13,13    |
| Pchnięcie kulą                | Krystyna Zabawska Podlasie Białystok                                                | 18,11    | Wioletta Potępa Skra Warszawa                                                    | 15,41    | Elżbieta Danilczyk Podlasie Białystok                                                | 15,10    |
| Rzut dyskiem                  | Joanna Wiśniewska Warszawianka                                                      | 61,56    | Marzena Wysocka AZS-AWF Biała Podlaska                                           | 60,07    | Wioletta Potępa Skra Warszawa                                                        | 57,37    |
| Rzut młotem                   | Kamila Skolimowska Warszawianka                                                     | 66,15    | Agnieszka Pogroszewska Jantar Ustka                                              | 64,63    | Katarzyna Kita Agros Zamość                                                          | 59,42    |
| Rzut oszczepem                | Ewa Rybak Skra Warszawa                                                             | 58,46    | Barbara Madejczyk AZS-AWF Gdańsk                                                 | 55,99    | Izabella Wojczakowska Skra Warszawa                                                  | 53,78    |

## Biegi przełajowe
74. mistrzostwa Polski w biegach przełajowych rozegrano 10 marca w Poznaniu. Kobiety rywalizowały na dystansie 4 km, a mężczyźni na 10 km.

### Mężczyźni
| Konkurencja:            | 1. miejsce                    | Rezultat | 2. miejsce                         | Rezultat | 3. miejsce                  | Rezultat |
| Bieg przełajowy (10 km) | Michał Bartoszak Warszawianka | 29:53    | Piotr Gładki Sporting Międzyzdroje | 29:55    | Arkadiusz Sowa Oleśniczanka | 29:59    |

### Kobiety
| Konkurencja:           | 1. miejsce                          | Rezultat | 2. miejsce                   | Rezultat | 3. miejsce                 | Rezultat |
| Bieg przełajowy (4 km) | Dorota Ustianowska MJKS Goświnowice | 13:44    | Grażyna Syrek Olimpia Poznań | 13:49    | Edyta Lewandowska RKS Łódź | 13:51    |

## Maraton
Mistrzostwa Polski w maratonie kobiet i mężczyzn zostały rozegrane 14 kwietnia w Dębnie.

### Mężczyźni
| Konkurencja: | 1. miejsce                 | Rezultat | 2. miejsce                         | Rezultat | 3. miejsce                     | Rezultat |
| Maraton      | Jan Białk Wejher Wejherowo | 2:14:01  | Artur Błasiński RTL Dami ZTE Radom | 2:17:37  | Krzysztof Przybyła LZS Wawelno | 2:18:28  |

### Kobiety
| Konkurencja: | 1. miejsce                   | Rezultat | 2. miejsce                                   | Rezultat | 3. miejsce                    | Rezultat |
| Maraton      | Grażyna Syrek Olimpia Poznań | 2:37:39  | Karina Wiśniewska Promień Kowalowo Pomorskie | 2:38:08  | Elżbieta Jarosz Śląsk Wrocław | 2:43:00  |

## Chód na 50 km
Zawody mistrzowskie w chodzie na 50 kilometrów mężczyzn odbyły się 25 maja w Podiebradach w Czechach.
| Konkurencja:  | 1. miejsce                    | Rezultat | 2. miejsce                        | Rezultat | 3. miejsce            | Rezultat |
| Chód na 50 km | Grzegorz Sudoł AZS-AWF Kraków | 3:50:37  | Roman Magdziarczyk AZS-AWF Gdańsk | 3:51:15  | Kamil Kalka Gwda Piła | 4:14:24  |

## Wieloboje
Mistrzostwa w dziesięcioboju mężczyzn i w siedmioboju kobiet zostały rozegrane 8 i 9 czerwca w Szczecinie.

### Mężczyźni
| Konkurencja:  | 1. miejsce                            | Rezultat  | 2. miejsce                    | Rezultat  | 3. miejsce                             | Rezultat  |
| Dziesięciobój | Krzysztof Andrzejak Zawisza Bydgoszcz | 7925 pkt. | Michał Modelski Lechia Gdańsk | 7729 pkt. | Ireneusz Żurawicz AZS-AWF Gorzów Wlkp. | 7372 pkt. |

### Kobiety
| Konkurencja: | 1. miejsce                           | Rezultat  | 2. miejsce                        | Rezultat  | 3. miejsce                     | Rezultat  |
| Siedmiobój   | Magdalena Szczepańska AZS-AWF Gdańsk | 5995 pkt. | Agnieszka Falasa AZS-AWF Katowice | 5818 pkt. | Joanna Grzesiak AZS-AWF Gdańsk | 5649 pkt. |

## Bieg na 10 000 m
Zawody mistrzowskie w biegu na 10 000 metrów kobiet i mężczyzn odbyły się 9 czerwca w Szczecinie.

### Mężczyźni
| Konkurencja:     | 1. miejsce                            | Rezultat | 2. miejsce                    | Rezultat | 3. miejsce                  | Rezultat |
| Bieg na 10 000 m | Dariusz Kruczkowski Zawisza Bydgoszcz | 28:55,45 | Michał Bartoszak Warszawianka | 28:57,26 | Arkadiusz Sowa Oleśniczanka | 28:59,30 |

### Kobiety
| Konkurencja:     | 1. miejsce                     | Rezultat | 2. miejsce                   | Rezultat | 3. miejsce                         | Rezultat |
| Bieg na 10 000 m | Marzena Michalska Wawel Kraków | 33:16,64 | Kalina Szteyn Olimpia Poznań | 33:29,31 | Karolina Jarzyńska AZS-AWF Wrocław | 33:46,92 |

## Chód na 20 km
Mistrzostwa w chodzie na 20 kilometrów kobiet i mężczyzn zostały rozegrane 15 czerwca we Wschowie.

### Mężczyźni
| Konkurencja:  | 1. miejsce                       | Rezultat | 2. miejsce                  | Rezultat | 3. miejsce                         | Rezultat |
| Chód na 20 km | Robert Korzeniowski Wawel Kraków | 1:20:54  | Tomasz Lipiec Skra Warszawa | 1:22:01  | Benjamin Kuciński AZS-AWF Katowice | 1:22:25  |

### Kobiety
| Konkurencja:  | 1. miejsce                           | Rezultat | 2. miejsce                       | Rezultat | 3. miejsce                        | Rezultat |
| Chód na 20 km | Sylwia Korzeniowska AZS-AWF Katowice | 1:36:13  | Agnieszka Olesz AZS-AWF Katowice | 1:38:45  | Małgorzata Tuwalska Lechia Gdańsk | 1:41:50  |

## Półmaraton
Mistrzostwa Polski w półmaratonie rozegrano 8 września w Pile.

### Mężczyźni
| Konkurencja: | 1. miejsce                   | Rezultat | 2. miejsce                   | Rezultat | 3. miejsce                       | Rezultat |
| Półmaraton   | Artur Osman Ekspres Katowice | 1:04:01  | Grzegorz Gajdus Oleśniczanka | 1:04:35  | Adam Dobrzyński Ekspres Katowice | 1:04:40  |

### Kobiety
| Konkurencja: | 1. miejsce                      | Rezultat | 2. miejsce                            | Rezultat | 3. miejsce                         | Rezultat |
| Półmaraton   | Monika Drybulska Olimpia Poznań | 1:13:34  | Wioletta Uryga Flora Praszka Namysłów | 1:13:49  | Aniela Nikiel Sprint Bielsko-Biała | 1:14:08  |